# Hemisus guineensis
Hemisus guineensis är en groddjursart som beskrevs 1865 av dem amerikanska herpetologen Edward Drinker Cope. Den ingår i släktet Hemisus och familjen Hemisotidae. Internationella naturvårdsunionen (IUCN) kategoriserar arten globalt som livskraftig. Inga underarter finns listade i Catalogue of Life.